# Assommons les Pauvres !
Pour l’article ayant un titre homophone, voir Shumona Sinha#Assommons les pauvres ! (2011).

Assommons les Pauvres ! est un poème en prose de Charles Baudelaire composé entre 1864 et 1865. il ne parut que dans l'édition posthume des Petits poèmes en prose (1869).

## Résumé
Le narrateur raconte qu'il y a « seize ou dix-sept ans » (ce qui renvoie aux alentours de l'année 1848), après avoir passé quinze jours à lire de la littérature à la mode, il avait ressenti le besoin de prendre l'air, « car le goût des mauvaises lectures engendre un besoin proportionnel du grand air et des rafraîchissants. »
Devant l'entrée du cabaret où il se rend, il rencontre un vieux mendiant qui demande l'aumône. Le « bon Démon » du narrateur (l'équivalent du Démon de Socrate, explique-t-il) lui enjoint alors de battre ce mendiant. Ce qu'il s'emploie alors à faire, jusqu'à ce que le mendiant se rebiffe et administre à son tour une correction à son agresseur. Ce dernier reconnaît alors que le vieillard est son « égal », partage avec lui la moitié de sa bourse et l'encourage à agir avec ses « confrères » de la même manière que le narrateur vient de le faire avec lui.
Une dernière phrase, supprimée lors de l'édition du poème à cause de la mort de Proudhon en 1865, portait : « Qu'en dis-tu, citoyen Proudhon ? »

## Interprétation
Ce poème a donné lieu a de nombreuses interprétations divergentes, voire contradictoires : Benjamin Fondane, dans Baudelaire et l'expérience du gouffre (1947) y a vu l'expression d'une philosophie nietzschéenne, tandis que Charles Mauron en a donné une interprétation psychanalytique dans Le Dernier Baudelaire (1966). Plusieurs interprétations politiques ont également été avancées, qui varient considérablement suivant les convictions politiques que les critiques prêtent à Baudelaire, et qui les conduisent à voir dans « Assommons les Pauvres ! » tantôt une « réfutation sarcastique du socialisme de Proudhon » (Charles Mauron), tantôt une incitation à la lutte des classes (Dolf Oehler).